# Герасимофф, Джулс
Джулс (Джулиус) Герасимофф (англ. Jules (Julius) Guerassimoff, родился 28 июня 1940 года в Тангуле) — австралийский регбист русского происхождения, игравший на позиции фланкера.

## Биография

### Семья
Родился 28 июня 1940 года в городе Тангул (Квинсленд). Родители — выходцы из России, в 1920-е годы по поддельным документам они покинули Дальневосточную республику и убедили экипаж направить корабль в Японию, а затем осели в Хоккайдо. Позже они перебрались в Канаду, а потом вернулись обратно в Японию, где и поженились. В 1940 году они покинули Японию, перебравшись на австралийский полуостров Кейп-Йорк; через 10 дней после прибытия родителей в Австралию появился на свет Джулс. Дед служил в Русской императорской армии.

### Клубная карьера
Джулс учился в гимназии Рокхэмптон (англ. Rockhampton Grammar School), где занимался регбилиг. В 1958 году поступил в Квинслендский университет, где изучал сельское хозяйство и занялся игрой в регби, получая стипендию Британского Содружества: дебютный матч по регби провёл именно за команду университета. С 1962 года играл за команду Квинсленда, провёл 74 матча: дебютной игрой стал матч против Новой Зеландии на стадионе Брисбен Шоуграундз. В 1967 году после переезда клуба на стадион Баллимор (город Херстон) лично занимался подстриганием газона на стадионе с помощью ручной газонокосилки.

### Карьера в сборной
В 1963 году Герасимофф был приглашён в сборную Австралии в канун турне по ЮАР. Перед турне он принял участие в матче основного состава против резервистов, капитаном его команды был фланкер из Нового Южного Уэльса Джефф Чепмен. В ходе матча получил травму головы Руперт Розенблюм, игравший на позиции флай-хава, и Чепмен принял решение перевести Джулса на позицию флай-хава, после чего тот занёс две попытки за пять минут. В итоге Джулс попал в основной состав команды вместо Чепмена, оказавшись в группе нападения вместе с Грегом Дэвисом, Джоном О’Горманом, Далласом О’Нилом, Тедом Хайнрихом и Дэвидом Шепардом. В начале турне изначально Герасимофф играл не так часто, однако в играх против второй и первой сборных Родезии выступил убедительно, благодаря чему 10 августа 1963 года Герасимофф дебютировал за сборную Австралии в тест-матче в Кейптауне против сборной ЮАР. В этой встрече австралийцы одержали сенсационную победу со счётом 9:5: южноафриканцы потерпели первое поражение за 16 тест-матчей.
Он попал в заявку студенческой сборной Австралии на матч против молодёжной сборной Новой Зеландии, назначенный на 10 июня 1964 года; был капитаном команды. В том же году играл в третьей линии нападения с Далласом О’Нилом (восьмой) и Грегом Дэвисом (фланкер) в первых двух тест-матчах против Новой Зеландии, а в третьем играл с Шепардом вместо О’Нила — австралийцы победили 20:5, а Герасимофф был высоко оценен прессой как лучший нападающий австралицев, принёсший победу благодаря мощным захватам новозеландских игроков.
В 1965 году участвовал в играх против ЮАР: он пропустил первый тест-матч против ЮАР 19 июня из-за повреждения колена, вернувшись ко второму тест-матчу 26 июня (победа 12:8 на «Лэнг Парке») и заменив Грега Дэвиса. В 1966 году он участвовал в тест-матчах в рамках турне «Британских львов» (оба матча австралийцы проиграли). Всего он сыграл ещё 11 из 14 следовавших до 1967 года тест-матчей сборной Австралии, отметившись играми в Новой Зеландии, Австралии и ЮАР.
В сезоне 1966/1967 он вошёл в состав сборной Австралии, готовившийся к пятому турне по Британским островам, Франции и Канаде: он провёл три из пяти тест-матчей (против англичан, французов и ирландцев) в рамках того турне. В ходе турне он осудил поступок коллеги по сборной из Квинсленда Росса Каллена, который в игре против команды Оксфорда 26 октября 1966 года укусил за ухо нападающего Олли Уолдрона: Каллен был исключён из сборной решением Билла Маклафлина, отправлен первым же рейсом в Сидней и больше не привлекался в сборную. Всего Герасимофф сыграл 12 матчей за сборную Австралии, последнюю игру провёл против Франции в Коломье 11 февраля 1967 года.

## Стиль игры
Герасимофф характеризовался как харизматичный и крайне агрессивный, но серьёзный фланкер, отличавшийся жёсткими захватами. Играл в третьей линии вместе с Грегом Дэвисом, создавая в тест-матчах серьёзные проблемы для защитников команд-противников (в том числе в составе трио с Дэвисом и О’Горманом). Джулс отличался превосходной физической подготовкой, высокой скоростью игры и отличными навыками для того, чтобы обеспечивать связь между форвардами первой линии и защитниками.

## Вне спорта
Во время своих выступлений выиграл 30 тысяч фунтов в лотерее Golden Casket. Был включён в Спортивный зал славы Квинсленда (18-й по счёту регбист). В 1990 году оказывал помощь сборной СССР во время турне по Австралии в рамках подготовки к матчам против местных команд (в том числе против сборной Квинсленда).
В 2000 году награждён Австралийской спортивной медалью.